# Wilson Sporting Goods
Компанія Wilson Sporting Goods («укр. Спортивні товари Вілсон») — американський виробник спортивного обладнання, що базується в Чикаго, штат Іллінойс. З 1989 року він є дочірньою компанією фінської групи Amer Sports, а з 2019 року - дочірньою компанією китайської групи ANTA Sports.  Wilson виготовляє обладнання для багатьох видів спорту, серед яких бейсбол, бадмінтон, американський футбол, баскетбол, софтбол, гольф, ракетбол, футбол, сквош, теніс, піклбол та волейбол.
Компанія володіє торговими марками Atec, DeMarini, EvoShield, Louisville Slugger та Luxilon, щоб забезпечити спортивне спорядження та захисне спорядження для бейсболу, лакросу, софтболу та тенісу.

## Історія

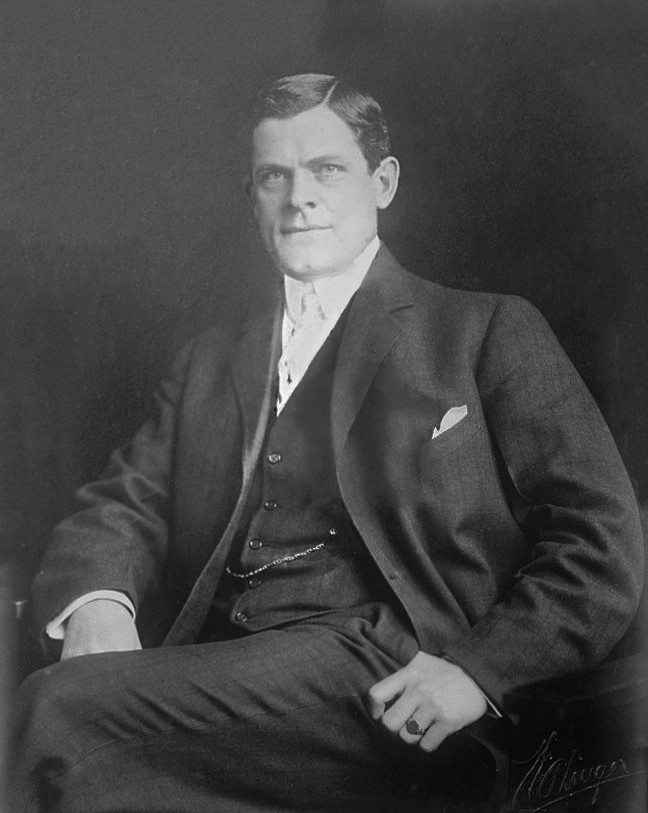
Томас Вілсон заснував компанію, виконуючи обов'язки її президента та голови протягом 35 років.

Компанія веде своє коріння до м'ясокомбінату «Schwarzschild & Sulzberger» (згодом зміненого на «Sulzberger & Son's»), що базується в Нью-Йорку, який керував м'ясокомбінатами для забою м'яса. 
Компанія Sulzberger & Son's заснувала «Ashland Manufacturing Company» у 1913 році для використання побічних продуктів тваринного походження з бійні. Розпочав свою діяльність у 1914 році, виготовляючи тенісні ракетки, струни для скрипки та хірургічні шви, але незабаром розширився на бейсбольне взуття та тенісні ракетки. 
У 1915 р. Томас Е. Вілсон, колишній президент м'ясокомбінату Morris & Company, був призначений президентом контролюючими банками і перейменований в компанію «Thomas E. Wilson Company». Компанія придбала в'язальні фабрики Hetzinger для виготовлення спортивної форми та фірми, що випускала м'ячі для гольфу, але незабаром перетворилася на футбольні та баскетбольні м'ячі. 
У 1918 році Вілсон пішов зосередитись на бізнесі з упакування яловичини, змінивши компанію Sulzberger на Wilson & Co. (яка в кінцевому підсумку перетвориться на Айовське упакування яловичини, а потім перейде в управління Tyson Foods). Пакувальна компанія продовжувала контролювати компанію до 1967 року, коли її продали Ling-Temco-Vought. 
За нового президента Лоуренса Блейна Айлі придбано «Чиказьку компанію спортивних товарів» і укладено угоду з Чикаго Кабс. Він також найняв Арча Тернера, шкіряного дизайнера, який займався дизайном шкіряного футболу. 
У 1922 році він представив рукавицю виловлювача Рей Шальк, яка пізніше стала стандартом. Він працював із Knute Rockne, представивши шкіряний футбол з подвійною підкладкою та перший футбольний футбол та перші футбольні штани на талії з підкладками.  У 1925 році він був перейменований на «Wilson-Western Sporting Товари» відповідно до угоди про дистрибуцію з «Western Sporting Products».
Після смерті Рокна компанія зосередилася на гольфі, представивши R-90, гольф-ключку з піщаним клином, натхненний перемогою Джина Саразена на Відкритому чемпіонаті Великої Британії 1932 року. 
У 1931 році вона перейменувала себе у «Wilson Sporting Company Company». Під час Другої світової війни представила футбольний м'яч Wilson Duke з високоякісною шкірою, кінцями, що були зшиті вручну, швами з замковим швом та потрійною підкладкою, яка була прийнята як офіційний м'яч Національної футбольної ліги. 
Компанія Horween Leather Company постачала Вілсону галькову коров'ячу шкіру з 1941 року для використання у виробництві футбольних і баскетбольних м'ячів. Wilson - найбільший замовник компанії Horween Leather Company.  

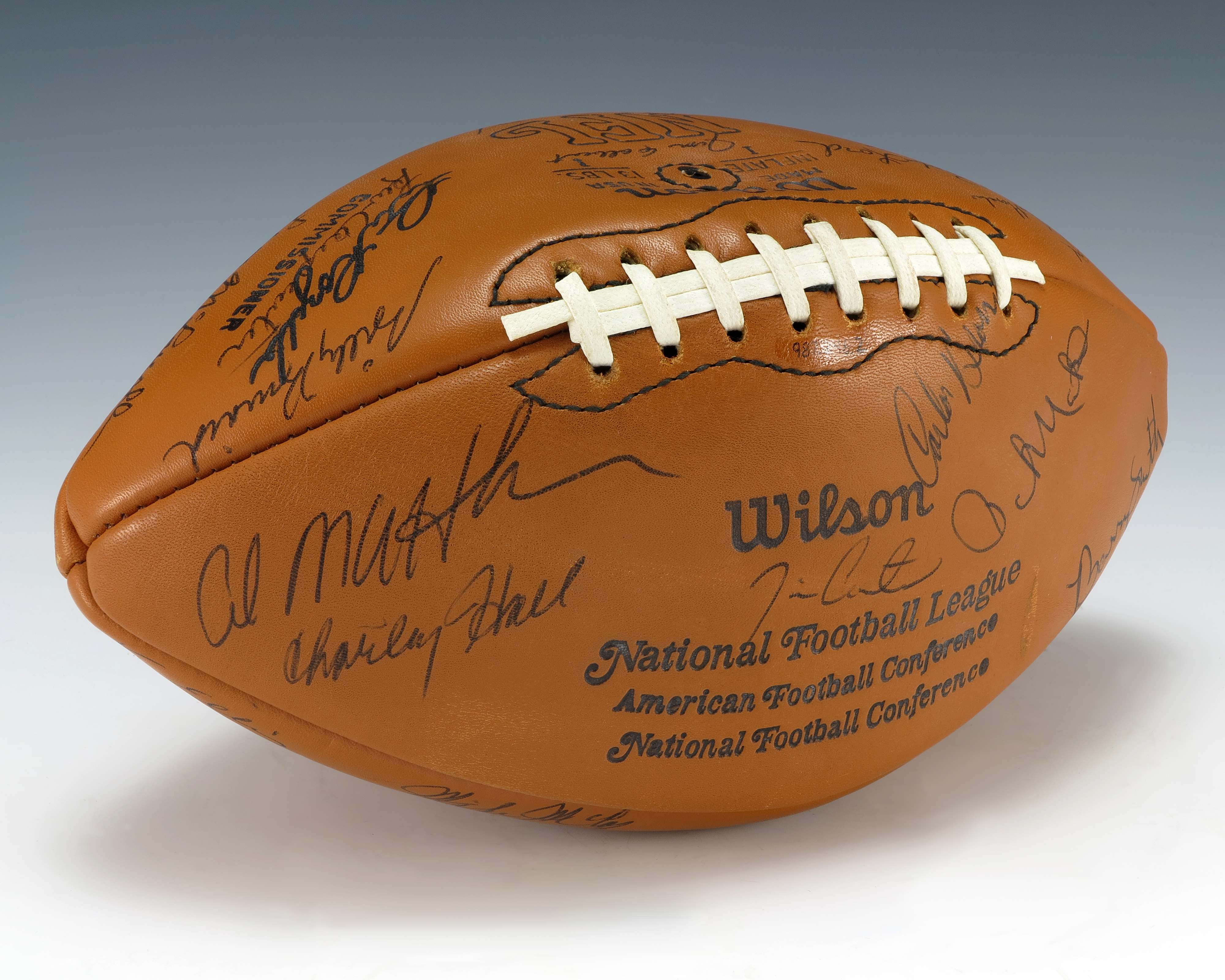
М'яч американського футболу Wilson розписаний Грін Бей Пакерсом у 1975 році. Вілсон став офіційним постачальником НФЛ у 1941 році

У 1941 році Вілсон став офіційним постачальником ігрових м'ячів для Національної футбольної ліги (американський футбол), партнерства, яке триває донині.  Вілсон став офіційним постачальником м'ячів НБА в 1946 році в партнерстві, яке триватиме 37 років. 
Після Другої світової війни Вілсон зосередився на тенісі та уклав угоду з Джеком Крамером, який розробив свою лінійку підписаних Джеком Крамером тенісних ракет. LB Icely помер у 1950 році, але компанія продовжувала розширюватися. У 1955 році компанія придбала Огайо-Кентуккі Мануфактур для виготовлення футбольних м'ячів.

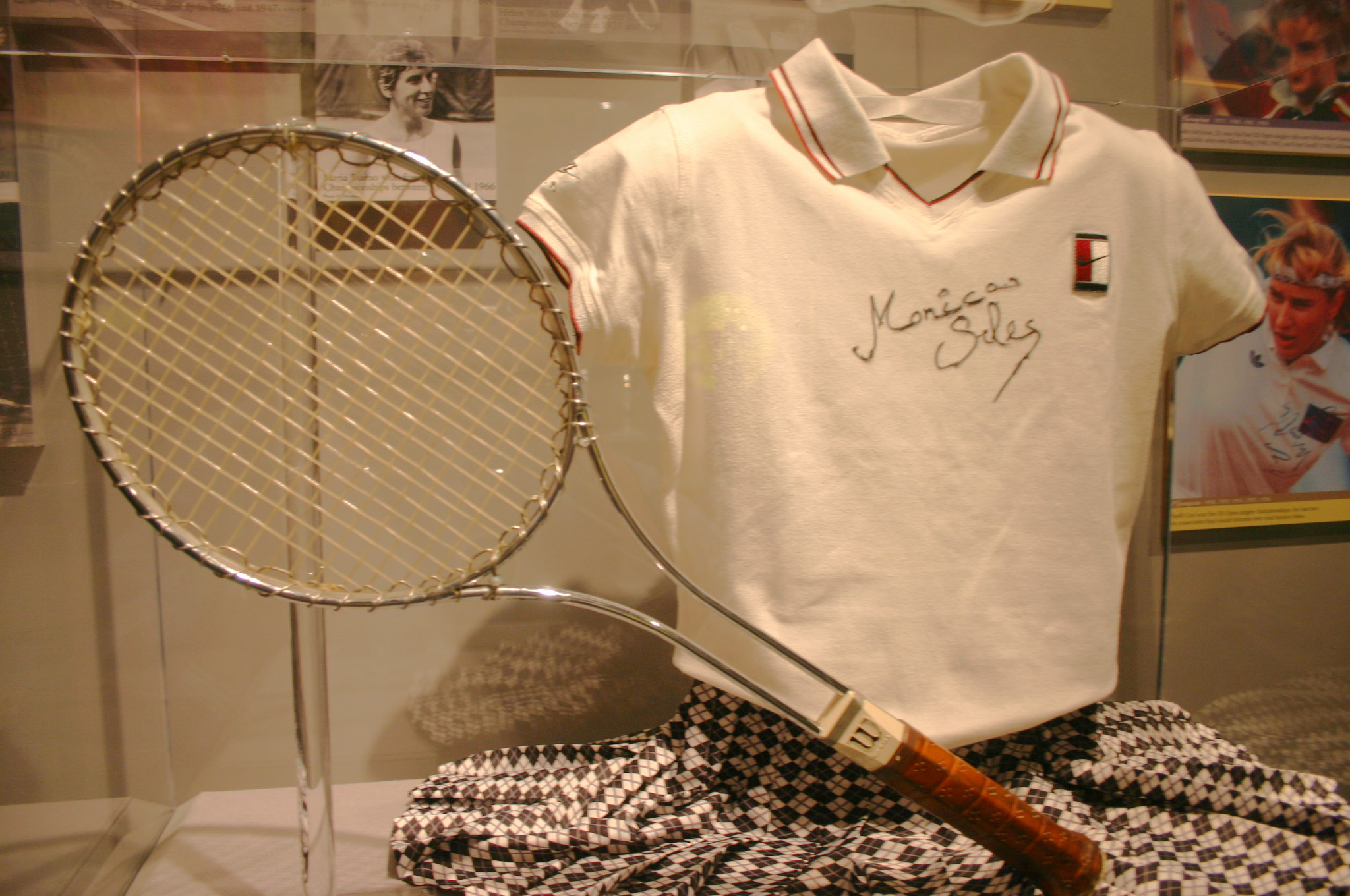
Сталева ракетка Wilson T2000, яка використовувалась Джиммі Коннорсом

У 1964 році Вілсон придбав компанію «Wonder Products Company», яка виготовляла іграшки та виліплені на замовлення вироби. Компанія перетворила спеціальну форму для виготовлення прес-форм, щоб виготовити захисне спорядження для американського футболу та бейсболу, таке як маски для обличчя для футбольних шоломів та охоронці ніг для ловців бейсболу.
У 1967 році компанію придбала компанія Ling-Temco-Vought. Лише через три роки PepsiCo стала новим власником Wilson. У ті часи компанія виготовляла та комерціалізувала офіційні м'ячі як НБА, так і НФЛ, а також забезпечувала більшу частину форми команд Бейсболу вищої ліги (MLB) та команд літніх Олімпійських ігор США.
У 1979 році тенісні м’ячі Wilson вперше були використані на Відкритому чемпіонаті США з тенісу  і використовуються донині. У 2006 році Відкритий чемпіонат Австралії почав використовувати м'ячі для тенісу Wilson.  У 1985 році Wilson був придбаний корпорацією Westray Capital через дочірню компанію WSGC Holdings. У 1989 р. WSGC об'єдналася з компанією Bogey Acquisitions, яка пов'язана з фінською групою Amer Sports. 
У травні 2020 року було оголошено, що Wilson став офіційним постачальником м'ячів НБА, починаючи з сезону 2021. Вілсон повернеться як виробник м'ячів у НБА, замінивши Спалдінга, після більш ніж 30 років партнерства з лігою. 

## Продукція
Wilson виробляє та комерціалізує різноманітні товари для кількох видів спорту. Наступна таблиця містить усі товарні лінії компанії. 
| Спорт                | Асортимент продукції                                                          |
| -------------------- | ----------------------------------------------------------------------------- |
| Американський футбол | М'ячі                                                                         |
| Бадмінтон            | Ракетки                                                                       |
| Бейсбол              | М'ячі, бити, рукавички, форма, захисне спорядження (шолом, щитки, наплічники) |
| Баскетбол            | М'ячі                                                                         |
| Софтбол Fastpitch    | М'ячі, захисне спорядження                                                    |
| Гольф                | Ключки, м'ячі, сумки, одяг                                                    |
| Падловий теніс       | Ракетки                                                                       |
| Піклбол              | Ракетки                                                                       |
| Тенісний майданчик   | Ракетки                                                                       |
| Ракетбол             | Ракетки, м'ячі, взуття                                                        |
| Футбол               | М'ячі                                                                         |
| Сквош                | Ракетки                                                                       |
| Теніс                | Ракетки та струни, ручки, м'ячі, взуття, одяг, сумки                          |
| Волейбол             | М'ячі                                                                         |
| Загальні аксесуари   | Сумки, рукавички, щитки для гомілок                                           |

Примітки 
1. ↑  Деякі виготовляються та комерціалізуються через дочірню марку Вілсона DeMarini, деякі (Louisville Slugger) виготовляють за контрактом Hillerich & Bradsby для Wilson.

### Louisville Slugger
Бейсбольна бита марки Louisville Slugger виробляється з 1884 року і була дуже поширеним організованим бейсбольним товаром протягом багатьох десятиліть (і досі активно використовується в бейсбольній базі вищої ліги). Биту схвалив Хонус Вагнер в 1905 році (ймовірно, перше схвалення продукту американським професійним спортсменом)  і її використовували Бейб Рут та більшість інших зірок бейсболу протягом історії. Знамениті бити мають власний музей - музей і фабрику Louisville Slugger в центрі міста Лузівіль.
Louisville Sluggers були зроблені Hillerich & Bradsby з 1884 по 2015 рік, коли відділ був придбаний Wilson,   доповнюючи існуючу дочірню компанію Wilson DeMarini, яка також виробляє бити. Hillerich & Bradsby залишається самостійним бізнесом і продовжує виробляти бити як ексклюзивний постачальник для Wilson.

#### P72 бейсбольна бита
Битва моделі P72 Louisville Slugger була створена в 1954 році (тоді як бренд все ще знаходився у власності Hillerich & Bradsby) для кар'єри молодшої ліги Les Pinkham [Архівовано 24 червня 2021 у Wayback Machine.] і стала однією з найпопулярніших бит бейсболу. Зал слави бейсболу Кел Ріпкен-молодший та Робін Яунт - серед гравців, які протягом багатьох років використовували P72. Зірка Нью-Йоркського Янкіза Дерек Джетер використовував P72 для кожного матчу у своїх 20 сезонах MLB, з більш ніж 12 500 появами на пластині. 25 вересня 2014 року, на честь майбутньої відставки Джетера, позначення P72 було скасовано, а бита перейменована на DJ2 (Джетер носив No2).  Нащадкам Лес Пінкама все одно буде дозволено дістати биту з його позначенням Р72. На додаток до того, що звільнено номер моделі P72, Луїсвілл Слуггер також пообіцяв надати останні 72 випущені бити P72, вироблених Джетеру для збору коштів для його фонду Turn 2.

## Спонсорство

### Американський футбол

#### Асоціації
- NFL – Офіційний м'яч
- CFL – Офіційний м'яч

#### Неіснуючі
- UFL – Офіційний м'яч
- AAF – Офіційний м'яч

#### Колишні команди
Багато команд НФЛ носили форму, надану Вілсоном, наприклад: 
- Чикаго Берс (1992)
- Цинциннаті Бенгалс (1997)
- Баффало Біллс (1997)
- Денвер Бронкос (1989–95)
- Тампа-Бей Баккенірс (1996–97)
- Аризона Кардиналс (1997)
- Лос-Анджелес Райдерс (1991)
- Лос-Анджелес Ремз (1997)
- Міннесота Вайкінгс (1990–92)
- Канзас-Сіті Чифс (1992–96)
- Індіанаполіс Колтс (1993–97)
- Маямі Долфінс (1989–96)
- Сан-Франциско Фортинайнерс (1990–95)
- Джексонвілл Джагуарс (1990–95)
- Детройт Лайонс (1991–93)
- Сіетл Сігокс (1989–97)
- Вашингтон Редскінз (1997)

### Бейсбол
Wilson виготовляє різні бейсбольні рукавички для декількох різних моделей: Wilson має 3 серії бейсбольних рукавичок. A2K, A2000 і A1K, а також багато інших моделей для дітей молодшого віку. A2K виготовлений зі шкіри Wilson's Pro Stock Select, яка виготовляється з потрійного сортування їхньої знаменитої шкіри. Запас A2k продається за 360 доларів США. А2000, виготовлений зі шкіри Pro Stock від Wilson, є найстарішою серією рукавичок, яку пропонує Вілсон. А2000 продається за 260 доларів США. А1к виготовлений із топ шкіри Wilson і продається у розмірі 130 доларів США. Деякі з найбільш відомих моделей Вілсона включають Dp15, 1787, 1776, 1788, 1799, 2800, M1, 1791 Pudge та багато інших.

### Баскетбол

#### Асоціації
- FIBA - Офіційний м'яч для всіх чемпіонатів FIBA 3x3 [17] (іноді також майки)
- FIBA - Офіційний м'яч для баскетбольної Ліги чемпіонів
- LPB - Офіційний м'яч
- НБА - Офіційний м'яч (починається в сезоні 2021–22)
- WNBA - Офіційний бал (починаючи з сезону 2022)
- Баскетбол NCAA - Офіційний м'яч [18]

#### Неіснуючі
- UBA Pro Basketball League – Всі команди

#### Клубні команди
- Anyang KGC
- Changwon LG Sakers

### Гольф
Wilson Staff - це відділ гольфу для спортивних товарів Wilson. Компанія розробляє та виробляє повний спектр обладнання для гольфу, аксесуарів та одягу з використанням торгових марок Wilson Staff, ProStaff та Ultra.
Багато світових професійних гравців у гольф використовували обладнання Вілсона, включаючи Ніка Фальдо, Арнольда Палмера та Бена Креншоу ї; два останні з них використовували палиці Вілсона 8802. Креншоу навіть отримав прізвисько Маленький Бен завдяки його вмінню[джерело?] . Серед поточних гравців штабу Вілсона - чемпіон Британського відкритого чемпіонату та чемпіонату PGA Падрайг Гаррінгтон та чемпіон відкритого чемпіонату США Гері Вудленд.

### Футбол

#### Асоціації
- NCAA soccer – Офіційний м'яч [19]

#### Клубні команди
- ABC Natal (2015–16) [20]
- Guaraní (2005–11) [21]

### Теніс

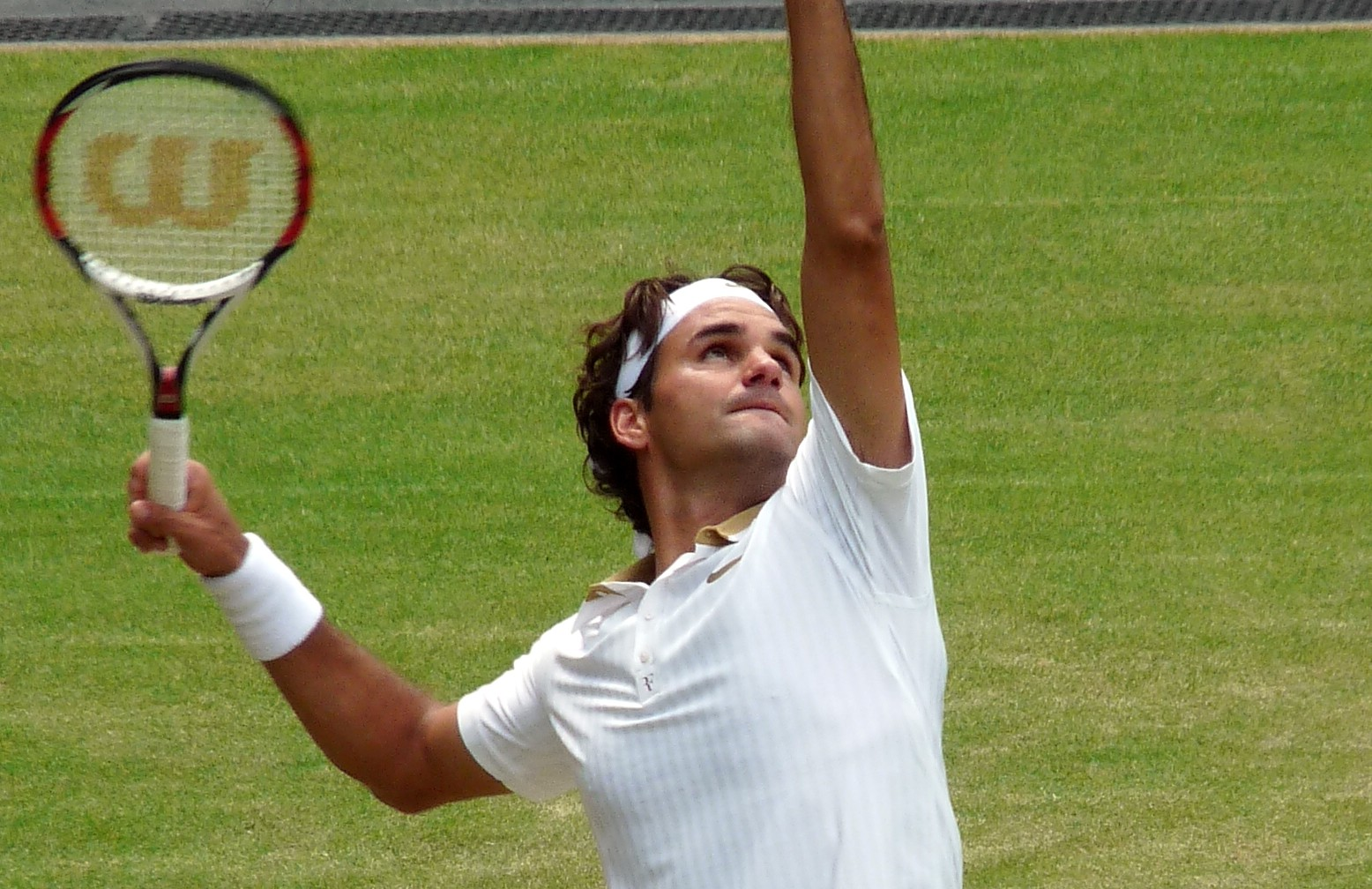
Роджер Федерер використовував ракетки Wilson на чемпіонаті Вімблдону 2009 року

Wilson - великий виробник тенісних ракетки. Оригінальна ракетка-кевлар Pro Staff, відома своїм використанням Пітом Сампрасом, була важкою (понад 350 г зі струнами) і з малою поверхнею, яка б'є, (85 кв. дюймів); Роджер Федерер також використовував ту саму модель ракетки. Станом на 2015 рік, він використовує модель Pro Staff RF97 Autograph, яка важка (340 г / 12 унцій без струн) і більша (97 кв. дюймів). Джим Кур'є і Стефан Едберг також використовували Pro Staff Original, пізніше Едберг перейшов на Pro Staff Classic в 1991 році, що була тією ж ракеткою (85 кв. дюймів зі злегка закругленими краями рами), але з різним принтом. В кінці 2009 року Wilson представив свою останню лінійку ракет під кодовою назвою 20x, яку згодом вони перейменують у BLX. Ця лінія безпосередньо замінює попередні серії K-Factor новими технологіями.  Також багато професіоналів використовують спеціально виготовлені ракетки, які відрізняються від серійних версій.
Окрім ракетки для тенісу, компанія Wilson спортивних товарів також виготовляє тенісні м'ячі (включаючи офіційні м'ячі Відкритого чемпіонату США з тенісу  і, починаючи з 2020 року, головний чемпіонат Відкритого чемпіонату Франції з тенісу), взуття, м'ячі, струни, одяг та сумки для ракетки. 

#### Гравці чоловічої статі
- Хуан Мартін дель Потро
- Гідо Пелья
- Агустин Велотті
- Алекс де Мінор
- Давід Ґоффен
- Григор Димитров
- Томас Беллуччі
- Гільгерме Сарті Клезар
- Дамір Джумхур
- Френк Данцевич
- Деніел Нестор
- Милош Раонич
- Вашек Поспішил
- Ніколас Яррі
- Борна Чорич
- Мате Павич
- Лукаш Росол
- Фелісіано Лопес
- Роберто Баутіста Аґут
- Пабло Карреньо Буста
- Марсель Гранольєрс
- Уго Ембер
- Гаель Монфіс
- Ніколя Маю
- Кайл Еймунд
- Деніел Еванс
- Філіпп Кольшрайбер
- Стефанос Ціціпас
- Нішікорі Кеі
- Ернестс Гулбіс
- Куреші Айсам-уль-Хак
- Жуан Соуза
- Горія Текеу
- Карен Хачанов
- Андрій Рубльов
- Ілля Бозоляц
- Новак Джокович (між 2005 і 2008)
- Філіп Краінович
- Душан Лайович
- Ненад Зімоньїч
- Роджер Федерер
- Даніель Берта
- Роберт Ліндстедт
- Марсель Ільхан
- Олександр Долгополов
- Маккензі Макдональд
- Райлі Опелка

#### Жінки-гравці
- Анастасія Родіонова
- Айла Том'янович
- Вікторія Азаренка
- Ольга Говорцова
- Арина Сабаленка
- Чжан Шуай
- Петра Квітова
- Катержина Сінякова
- Барбора Стрицова
- Петра Мартич
- Паула Бадоса
- Сара Соррібес Тормо
- Кая Канепі
- Крістіна Младенович
- Лора Робсон
- Андреа Петкович
- Марія Саккарі
- Санія Мірза
- Єлена Остапенко
- Кікі Бертенс
- Аранча Рус
- Александра Каданцу
- Сорана Кирстя
- Симона Халеп
- Моніка Нікулеску
- Катерина Александрова
- Маргарита Гаспарян
- Вероніка Кудерметова
- Анастасія Павлюченкова
- Анастасія Потапова
- Віра Звонарьова (до 2014)
- Полона Герцог
- Унс Джабір
- Еліна Світоліна
- Леся Цуренко
- Лорен Девіс
- Медісон Кіз
- Алісон Ріск
- Серена Вільямс
- Венус Вільямс

#### Колишні гравці
- Гільєрмо Каньяс
- Гастон Гаудіо
- Єлена Докич
- Алісія Молік
- Ярміла Вулф
- Жустін Енен
- Максим Мирний
- Гана Мандлікова
- Луціє Шафарова
- Давид Феррер
- Кончіта Мартінес
- Карла Суарес Наварро
- Яркко Ніемінен
- Мікаель Льондра
- Пол-Генрі Матьє
- Марк Фаррелл
- Енн Кеотавонг
- Мішель Беррер
- Штеффі Граф
- Філіпп Петчнер
- Магеш Бгупаті
- Анді Рем
- Флавія Пеннетта
- Марина Еракович
- Меделіна Гожня
- Ірина Спирля
- Адріан Унгур
- Анна Чакветадзе
- Катерина Макарова
- Дмитро Турсунов
- Стефан Едберг
- Джиммі Коннорс
- Джим Кур'є
- Ліндсі Девенпорт
- Тейлор Дент
- Кріс Еверт
- Марді Фіш
- Ніколь Гіббс
- Джеммі Гамптон
- Джек Крамер
- Мелані Уден
- Піт Сампрас
- Тім Смичек

### Сквош

#### Активні гравці
- Пітер Баркер
- Ніколас Мюллер
- Том Річардс
- Кемпбелл Грейсон

#### Колишні гравці
- Ентоні Рікеттс
- Джеклін Хокс
- Ізабель Стоер

### Волейбол

#### Асоціації
- AVP – Офіційний м'яч

## У популярній культурі
Волейбольний м'яч Wilson «знявся» разом із Томом Хенксом у фільмі «Вигнанець». Персонаж Хенкса назвав у фільмі м'яч, до якого він глибоко прив'язався, «Wilson». Після успіху фільму Wilson Sporting Products фактично створював і продавав волейбольні м'ячі з надрукованим «обличчям» Wilson. 